# 14 Comae Berenices
Désignations
14 Comae Berenices (en abrégé 14 Com) est une étoile solitaire de la constellation boréale de la Chevelure de Bérénice, et il s'agit du second membre le plus brillant de l'amas d'étoiles de la Chevelure de Bérénice (Melotte 111),. L'étoile est visible à l'œil nu et sa magnitude apparente est de 4,95. Les mesures de parallaxe réalisées durant la mission Gaia indiquent qu'elle est distante de 266 ± 5 a.l. (∼ 81,6 pc) de la Terre.
Le spectre de l'étoile est chimiquement particulier et on lui a donc attribué divers types spectraux : A5, F0p, F0 III Sr, F0 p, F1 IV: np Sr shell, A9 IV np Sr II, F1 IV, et A9 V + shell. Abt & Morrell (1995) la classe parmi les étoiles de type Lambda Bootis, mais cela a été ultérieurement réfuté. Aucun champ magnétique stellaire n'a été détecté sur 14 Comae Berenices.
14 Comae Berenices est une étoile à enveloppe bien connue, qui tourne très vite sur elle-même, montrant une vitesse de rotation projetée de 226 km/s. Cela donne à l'étoile une forme aplatie avec un renflement à l'équateur qui fait que son rayon équatorial est 12 % plus grand que son rayon polaire. Sa luminosité est 76 fois supérieure à celle du Soleil et sa température de surface est de 7 300 K.